# 松宮充義
松宮 充義（まつみや みつよし、1982年7月26日 - ）は、京都府城陽市出身のフットサル日本代表選手、フットサル指導者。日本代表。スピードのあるドリブル突破、決定力、戦術遂行力などが持ち味。現役時代から「ピッチ上の監督」としてメンバーを動かし、日本一に何度もチームを導いてきた。ピッチに登場するだけで歓声が起こるスペシャリスト。子供からの人気も高くピッチ外ではファンサービスも多く行っていた。現役時代からスクール運営、京都大学フットサル部などの監督業、企業のチームビルディングをスポーツを通して学ぶ事業も手掛け、多岐に渡り組織作りを行なっている。

## 経歴
京都府城陽市出身で、京都市立小栗栖中学校、京都府立久御山高等学校卒業。地元の京都市伏見区にはサッカー少年団がなく、隣町まで自転車で練習に通った。
ミゲル・ロドリゴが日本代表新監督に就任した2009年6月には日本代表に初招集された。2010年5月には2010 AFCフットサル選手権に出場し、グループリーグのイラク戦、準々決勝のキルギス戦、3位決定戦の中国戦で得点している。3得点は上澤貴憲と高橋健介に次いでチーム3位タイだった。
2010年頃からは年下の可愛らしい一般人女性と交際し、2012年6月9日に2年間の交際期間を経て結婚式を挙げた。大阪府（松宮）と石川県（女性）の遠距離恋愛だったが、できたっちゃ婚ではないことをブログで明らかにしている。
2015年3月にはシュライカー大阪を退団。Fリーグのクラブも含めて様々なカテゴリーの多くのクラブからオファーを受け、コンディションを保つためにジャグランカ（大阪府1部）やfunfbein KYOTO （関西1部）の練習にも参加。2015-16シーズンは無所属で開幕を迎えたが、7月にデウソン神戸と契約を交わした。
2018年2月から3月の全日本フットサル選手権大会を最後に、現役を引退した。

### 指導者
京都府のBambレディースで監督を務め、全日本女子フットサル選手権関西大会を勝ち抜いて本戦に出場した。2013年には京都府京田辺市を拠点とするフットサルスクール、クリアドール・フットサルクラブ(Criador Futsal Club)を開校させた。

## 所属クラブ
サッカー
- 1998年 - 2001年 京都府立久御山高等学校
- 2001年 - 2005年 国士舘大学サッカー部

フットサル
- 2005年 - 2006年 マグフットサルクラブ（関西リーグ）
- 2006年 - 2007年 大洋薬品BANFF（東海リーグ）
- 2007年 バルドラール浦安（Fリーグ）
- 2007年 - 2015年 シュライカー大阪（Fリーグ）
- 2015年 - 2018年 デウソン神戸（Fリーグ）

## 代表歴
- 日本代表

2010 AFCフットサル選手権

## 個人成績
- 2006 - 地域チャンピオンズリーグ優勝 全日本選手権 優勝

- 2008 - オーシャンアリーナカップ優勝

- 2009 - フットサル日本代表

- 2009 - オーシャンアリーナカップ優勝 全日本選手権優勝

- 2010 - フットサル日本代表

- 2010 - AFCアジア選手権3位

- 2010 - オーシャンアリーナカップ準優勝 全日本選手権優勝

- 2011 - フットサル日本代表

- 2011 - オーシャンアリーナカップ準優勝 Fリーグ準優勝

- 2012 - フットサル日本代表

- 2012 - オーシャンアリーナカップ準優勝 Fリーグ準優勝  全日本選手権優勝

- 2014 - Fリーグ準優勝

| 国内大会個人成績 | 国内大会個人成績 | 国内大会個人成績 | 国内大会個人成績 | 国内大会個人成績 | 国内大会個人成績 | 国内大会個人成績 | 国内大会個人成績 | 国内大会個人成績 | 国内大会個人成績 | 国内大会個人成績 | 国内大会個人成績 |
| 年度             | クラブ           | 背番号           | リーグ           | リーグ戦         | リーグ戦         | リーグ杯         | リーグ杯         | オープン杯       | オープン杯       | 期間通算         | 期間通算         |
| 年度             | クラブ           | 背番号           | リーグ           | 出場             | 得点             | 出場             | 得点             | 出場             | 得点             | 出場             | 得点             |
| 日本             | 日本             | 日本             | 日本             | リーグ戦         | リーグ戦         | オーシャン杯     | オーシャン杯     | 全日本選手権     | 全日本選手権     | 期間通算         | 期間通算         |
| ---------------- | ---------------- | ---------------- | ---------------- | ---------------- | ---------------- | ---------------- | ---------------- | ---------------- | ---------------- | ---------------- | ---------------- |
| 2005             | マグ             |                  | 関西             | ??               | ?                |                  |                  |                  |                  |                  |                  |
| 2006             | 大洋薬品BANFF    |                  | 東海             | ??               | ?                |                  |                  |                  |                  |                  |                  |
| 2007-08          | 浦安             |                  | Fリーグ          | ??               | ?                |                  |                  |                  |                  |                  |                  |
| 2007-08          | 大阪             | 30               | Fリーグ          | ??               | ?                |                  |                  |                  |                  |                  |                  |
| 2008-09          | 大阪             | 30               | Fリーグ          | ??               | ?                |                  |                  |                  |                  |                  |                  |
| 2009-10          | 大阪             | 30               | Fリーグ          | 25               | 9                |                  |                  |                  |                  |                  |                  |
| 2010-11          | 大阪             | 30               | Fリーグ          | ??               | ?                |                  |                  |                  |                  |                  |                  |
| 2011-12          | 大阪             | 30               | Fリーグ          | ??               | ?                |                  |                  |                  |                  |                  |                  |
| 2012-13          | 大阪             | 30               | Fリーグ          | ??               | ?                |                  |                  |                  |                  |                  |                  |
| 2013-14          | 大阪             | 30               | Fリーグ          | 32               | 9                |                  |                  |                  |                  |                  |                  |
| 2014-15          | 大阪             | 30               | Fリーグ          | ??               | ?                |                  |                  |                  |                  |                  |                  |
| 2015-16          | 神戸             | 30               | Fリーグ          |                  |                  |                  |                  |                  |                  |                  |                  |
| 通算             | 日本             | 日本             | Fリーグ          |                  |                  |                  |                  |                  |                  |                  |                  |
| 通算             | 日本             |                  |                  |                  |                  |                  |                  |                  |                  |                  |                  |
| 総通算           |                  |                  |                  |                  |                  |                  |                  |                  |                  |                  |                  |